# Территория команчей
«Территория команчей» (исп. Territorio comanche) — небольшая повесть Артуро Перес-Реверте, опубликованная в 1994 году.

## Сюжет
Два испанских журналиста, Барлес и Маркес, работающих на телекомпанию «Торреспанья», ведут репортаж о военных действиях в бывшей Югославии. В погоне за редкими кадрами они готовы пробираться под огнём снайперов, сутками жить в окопе, мерзнуть и страдать от голода. Хотя они не участвуют в боевых действиях, их жизнь подвергается такой же опасности, как и у любого солдата на передовой, то есть не стоит ни гроша: потому что на войне сперва стреляют, а потом разбираются, в кого выстрелили.
В связи с этим Барлес вспоминает об убитых коллегах, размышляет о везении и невезении на войне. Описывается быт военных корреспондентов: горы аппаратуры вперемешку со спальными мешками в гостинице, в каждой розетке торчит зарядное устройство для видеокамеры, неумолчный рев дизель-генераторов, пытающихся держать напряжение в сети гостиницы, попойки в баре, и постоянная спешка, чтобы успеть смонтировать и отправить материал к выпуску теленовостей.